# 4459 Nusamaibashi
4459 Nusamaibashi је астероид главног астероидног појаса са средњом удаљеношћу од Сунца која износи 2,254 астрономских јединица (АЈ).
Апсолутна магнитуда астероида је 13,7.